# Saint-Vidal
Saint-Vidal ist eine französische Gemeinde mit 609 Einwohnern (Stand: 1. Januar 2022) im Département Haute-Loire in der Region Auvergne-Rhône-Alpes (vor 2016 Auvergne); sie gehört zum Arrondissement Le Puy-en-Velay und zum Kanton Saint-Paulien. Die Einwohner werden Valladiers genannt.

## Geografie
Saint-Vidal liegt etwa zehn Kilometer westnordwestlich von Le Puy-en-Velay.

### Nachbargemeinden
Umgeben wird Saint-Vidal von den Nachbargemeinden Borne im Norden, Saint-Paulien im Nordosten, Polignac im Osten, Sanssac-l’Église im Süden, Chaspuzac im Westen und Südwesten sowie Loudes im Nordwesten.

## Bevölkerungsentwicklung
| Jahr                       | 1962 | 1968 | 1975 | 1982 | 1990 | 1999 | 2006 | 2011 | 2017 |
| Einwohner                  | 255  | 236  | 242  | 278  | 319  | 355  | 434  | 540  | 603  |
| Quellen: Cassini und INSEE |      |      |      |      |      |      |      |      |      |

## Sehenswürdigkeiten
- Kirche Saint-Vidal, Monument historique seit 1907
- Burg Saint-Vidal aus dem 13. Jahrhundert

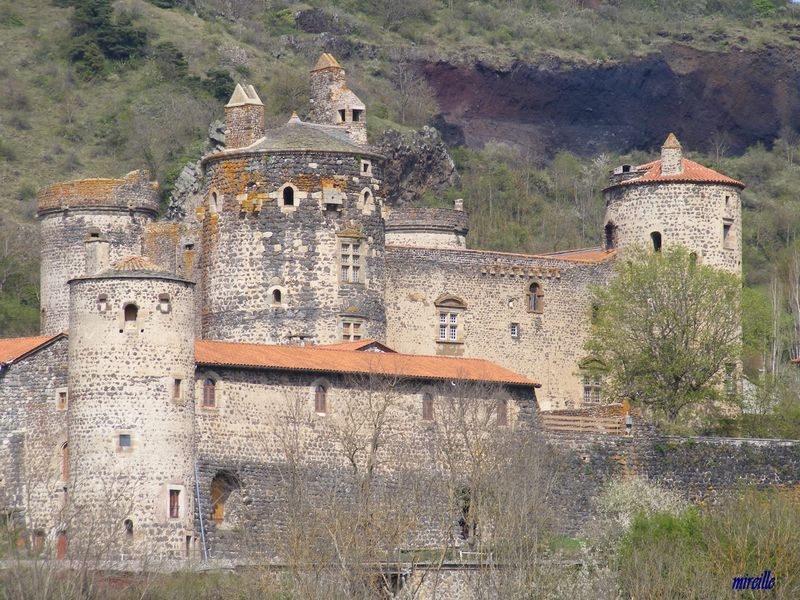
Burg Saint-Vidal